# Phrynobatrachus gastoni
Phrynobatrachus gastoni és una espècie de granota que viu a la República Democràtica del Congo.